# 141 Lumen
141 Lumen este un asteroid din centura principală, descoperit pe 13 ianuarie 1875, de Paul Henry.